# Silver Peak Lookout Complex
Le Silver Peak Lookout Complex est un ensemble architectural américain comprenant une tour de guet du comté de Cochise, en Arizona. Protégé au sein de la forêt nationale de Coronado, cet ensemble est inscrit au Registre national des lieux historiques depuis le 28 janvier 1988.